# Oskar Luts
Oskar Luts (7. ledna 1887 Järvepera – 23. března 1953 Tartu) byl estonský spisovatel a dramatik. Jeho nejznámějším dílem je román Kevade (Jaro).

## Život
Narodil se do středostavovské rodiny ve středním Estonsku, v té době v gubernii Livonia Ruské říše. Jeho mladší bratr byl filmový režisér a kameraman Theodor Luts. V roce 1903 začal pracovat jako lékárnický učeň v Tartu a Narvě. Po složení lékárnických zkoušek odešel pracovat do Tallinnu. Během své vojenské služby v Petrohradu (1909–1911) pracoval také v lékárně. V této práci pokračoval i v Tartu, při studiu farmacie na tamní univerzitě. Když začala první světová válka, byl odveden do ruské armády. Působil jako vojenský lékárník v Pskově, Varšavě, Daugavpilsu, Vilniusu a ve Vitebsku, kde se oženil. Na podzim roku 1918 byl ze zdravotních důvodů propuštěn z vojenské služby a téhož roku se s rodinou vrátil do Tartu, kde začal pracovat znovu jako lékárník. V letech 1919–1920 pracoval v univerzitní knihovně a poté vedl obchod. V roce 1922 zahájil svou kariéru spisovatele. V roce 1936 se přestěhoval do domu na ulici Riia v Tartu. Tento dům byl v roce 1964 přeměněn na muzeum. V roce 1945 jako první estonský spisovatel získal titul Národní spisovatel Estonské SSR.

## Dílo
Luts vytvořil svá nejuznávanější literární díla v letech před první světovou válkou. K takovým patří zejména jeho první román s názvem Kevade (Jaro). První část vyšla roku 1912, druhá část rok poté. Tento velmi populární román vykresloval každodenní život mladých lidí na estonském venkově. Život stejných postav pokračoval v dalším úspěšném románu Suvi (Léto). Pokračování Tootsi pulm (Tootsova svatba), Argipäev (Pracovní dny) a Sügis (Podzim) však již nedosáhly takové popularity. Po první světové válce jeho díla obsahovala méně humoru a byla mnohem pochmurnější. Druhá část románu Sügis zůstala v rukopise čtyři desetiletí, celý příběh byl zveřejněn až v roce 1988. Rozsáhlý románový cyklus zfilmoval Arvo Kruusement.
Luts také psal pro děti a jeho nejoblíbenější dětskou knihou je Nukitsamees (1920), která byla v roce 1981 zfilmována. Hudbu k filmu napsal Olav Ehala a je stejně populární jako film samotný. Jako dramatik je Oskar Luts známý především díky hře Kapsapea (Zelí).